# Уускюла (Мартна)
У́ускюла (ест. Uusküla) — село в Естонії, у волості Ляене-Ніґула повіту Ляенемаа.

## Населення
Чисельність населення на 31 грудня 2011 року становила 17 осіб.

## Історія
До 21 жовтня 2017 року село входило до складу волості Мартна.